# Friedrich Wilhelm Mundinger
Friedrich Wilhelm Mundinger (* 7. Dezember 1893 in Offenburg; † 24. Mai 1965 in Remscheid) war ein deutscher Volkswirt, Künstler und Politiker der FDP.

## Leben und Wirken
Mundinger besuchte nach der Volksschule die Oberrealschule und machte bis 1913 eine kaufmännische Lehre in Pforzheim. In den Jahren 1919 bis 1921 studierte er Volkswirtschaft in München. Anschließend studierte Mundinger Staatswissenschaften und promovierte zum Dr. rer. pol. Er machte sich anschließend als beratender Volkswirt selbstständig.
Außerdem war er als Maler und Graphiker tätig, schuf Landschaften und Stillleben. Ab 1933 hatte er Mal- und Ausstellungsverbot. Nach dem Zweiten Weltkrieg war er Vorsitzender der Westfälischen Sezession, erster Vorsitzender des Westdeutschen Künstlerbundes sowie Vizepräsident des Landesberufsverbandes bildender Künstler von Nordrhein-Westfalen.

## Politik
Politisch war Mundinger seit 1945 Mitglied der FDP. Er war Kreisvorsitzender der Partei in Münster. Dort war er auch Mitglied des Kreistages. Im Jahr 1946 war Mundinger Mitglied des ernannten Provinzialrates für Westfalen. Außerdem war er 1946 und 1947 Mitglied des Ernannten Landtages von Nordrhein-Westfalen und war über die Landesliste in der ersten Wahlperiode Mitglied des ersten gewählten Landtages von Nordrhein-Westfalen.